# Махова, Татьяна Михайловна
Татьяна Михайловна Махова (18 января 1923; Москва, РСФСР, СССР — 17 октября 1993; Москва, Россия) — советская и российская актриса театра и кино. Заслуженная артистка РСФСР (1958).

## Биография
Родилась 18 января 1923 года в Москве, в семье матери и отца, которые работали вместе на заводе «Красный богатырь». Семья являлась многодетной из трёх детей. Махова была одной из старших.
Училась с 1929 года в 1-й образцовой школе Сокольнического района Москвы. Потом перешла в среднюю школу № 367, которую окончила в 1940 году, после чего поступила на актёрский факультет Московского городского театрального училища. Во времена Великой Отечественной войны ездила в составе концертных бригад к бойцам, у которых выступала. Основными театрами были «Театр на Таганке» и «Театр Группы советских войск в ГДР».
Ушла из жизни 17 октября 1993 года в Москве. Похоронена в Московской области на Долгопрудненском кладбище.

## Фильмография
- 1950 — Далеко от Москвы — Таня Васильченко
- 1955 — Мать — баба
- 1966 — Война и мир (фильм 3) — эпизод
- 1967 — Сергей Лазо — Софья Николаевна
- 1976 — Стажёр — женщина с фотографиями
- 1981 — Мужики!.. — проводница вагона
- 1985 — Такой странный вечер в узком семейном кругу — старуха

## Звания и награды
- Заслуженная артистка РСФСР (21 февраля 1958)[2]
- Медаль «За оборону Москвы»[1]